# 더벤티
더벤티(The Venti)는 대한민국의 저가 커피 체인점이다.